# Neushoornvis
De neushoornvis (Naso unicornis) is een doktersvis uit de orde van de Perciformes (baarsachtigen)

## Kenmerken
De vis kan een lengte bereiken van 70 cm. De kleur kan variëren tussen blauwgroen, grijsachtig tot olijfgroen, met een blauwe rand rondom de rug- en aarsvin. Op de staartsteel bevinden zich twee heldere blauwe stippen.

## Verspreiding en leefgebied
Deze soort komt voor in de Indische Oceaan.